# Rickard Axberg
Rickard Johan Viktor Axberg (13 settembre 1977) è un ex calciatore svedese, di ruolo attaccante.

## Carriera

### Club
Axberg ha vestito le maglie di Gränna AIF e Tranås AIF, per poi passare all'Öster. Tra il 1998 ed il 1999 ha disputato 34 partite in Allsvenskan, con una rete all'attivo. Nel 2000 è passato ai norvegesi dello L/F Hønefoss, militanti in 1. divisjon.
Ha esordito il 3 maggio, quando è subentrato a Simen Fossum nella sconfitta casalinga per 0-1 contro lo Strømsgodset. Il 30 luglio 2000 ha segnato la prima rete in campionato, nel successo per 4-2 sull'HamKam.
Nel 2003 ha fatto ritorno in Svezia per giocare nel Gefle.